# پال کاسن
پال کاسن (انگلیسی: Paal Kaasen; ۱۴ نوامبر ۱۸۸۳ – ۱۱ ژوئیهٔ ۱۹۶۳) قایقران قایق بادبانی اهل نروژ بود.